# Kasernenstunde
Als Kasernenstunde (verkürzt selten auch „Kasernstunde“) wurde von 1871 bis 1945 eine Form des Religionsunterrichtes für Soldaten des deutschen Militärs, also ein Element der Militärseelsorge, bezeichnet. Für die Soldaten war die Teilnahme an den Maßnahmen, die außerhalb der Dienstzeit stattfanden, freiwillig. Die Kasernenstunde wurde von katholischen oder evangelischen Militärpfarrern durchgeführt. 
Als in den 1950er Jahren mit der Wiederbewaffnung eine Neugestaltung der Militärseelsorge erforderlich wurde, griffen Bundeswehr und Kirchen das Konzept der Kasernenstunden auf und modifizierten es zum „Lebenskundlichen Unterricht“.